# Грецько-зімбабвійські відносини
Гре́цько-зімбабві́йські відно́сини — двосторонні міжнародні відносини між Грецією та Зімбабве. У Греції є посольство в Хараре. Через економічну ситуацію в Зімбабве немає ні посольства ні почесного консульства в Греції.

## Історія
Грецька община в Зімбабве сягнула піку в близько 13-15 тис. осіб 1972 року. З тих пір вона зменшилась до близько 1100 греків чи людей грецького походження — через нестабільність в Зімбабве.
У Харане є три грекомовні школи, перша з яких працює з 1954 року. Є грецькі старша школа, початкова школа та дитячий садок.
У 1982 Греція погодилась забезпечити Зімбабве економічною, туристичною та торговою підтримкою.
Починаючи з 2002 відносини між Грецією та Зімбабве піддаються впливу накладеними Європейським Союзом санкціями. Вони включають «заборону видачі віз урядовцям, замороження їх активів у ЄС та заборону продажі зброї». Останні державні візити рівня міністрів відбувались 1998 року.
Священе архієписковство Зімбабве та Південної Африки перебуває під юрисдикцією Олександрійського Патріархату. Патріарх Олександрії Феодор II у грудні 2004 року став на пост служби в священому архієписковству Зімбабве. 2007 року Роберт Мугабе зустрівся з Феодором.
У 2008 посол Греції в Зімбабве Міхаіл Кокакіс висловлювався про два нові проекти з допомоги людям Зімбабве: програма з забезпечення продуктами харчування на загальну вартість 70 тис. доларів США та Госпіталь чівху в Хараре на 75 тис. доларів США.